# Xylophanes titana
Xylophanes titana es una polilla de la familia Sphingidae. se sabe que vuela en México, Belice, Guatemala, Honduras, Nicaragua, Costa Rica, Panamá, Colombia, Ecuador, Perú, Bolivia, Paraguay, Argentina, Venezuela, Guayana Francesa, Brasil y probablemente Guyana y Surinam.
Su envergadura de ala es 60 a 88 mm. Es similar a Xylophanes eumedon. El lado superior del abdomen tiene dos líneas estrechas, pálidas, divididas en una línea de color oliva con una línea ancha verde o marrón de mayor ancho. Las dos líneas pálidas se fusionan en una sola línea mediana en el prototorax.
El lado superior de las alas delanteras tiene área apical en la costa del mismo color amarillo pálido como el área entre la segunda y cuarta línea postmediana. La banda mediana de la parte superior de las alas traseras tiene sitios amarillos pálidos y puntos apicales más pequeños, también unos puntos a menudo reducidos en tamaño y coloreados con negro.

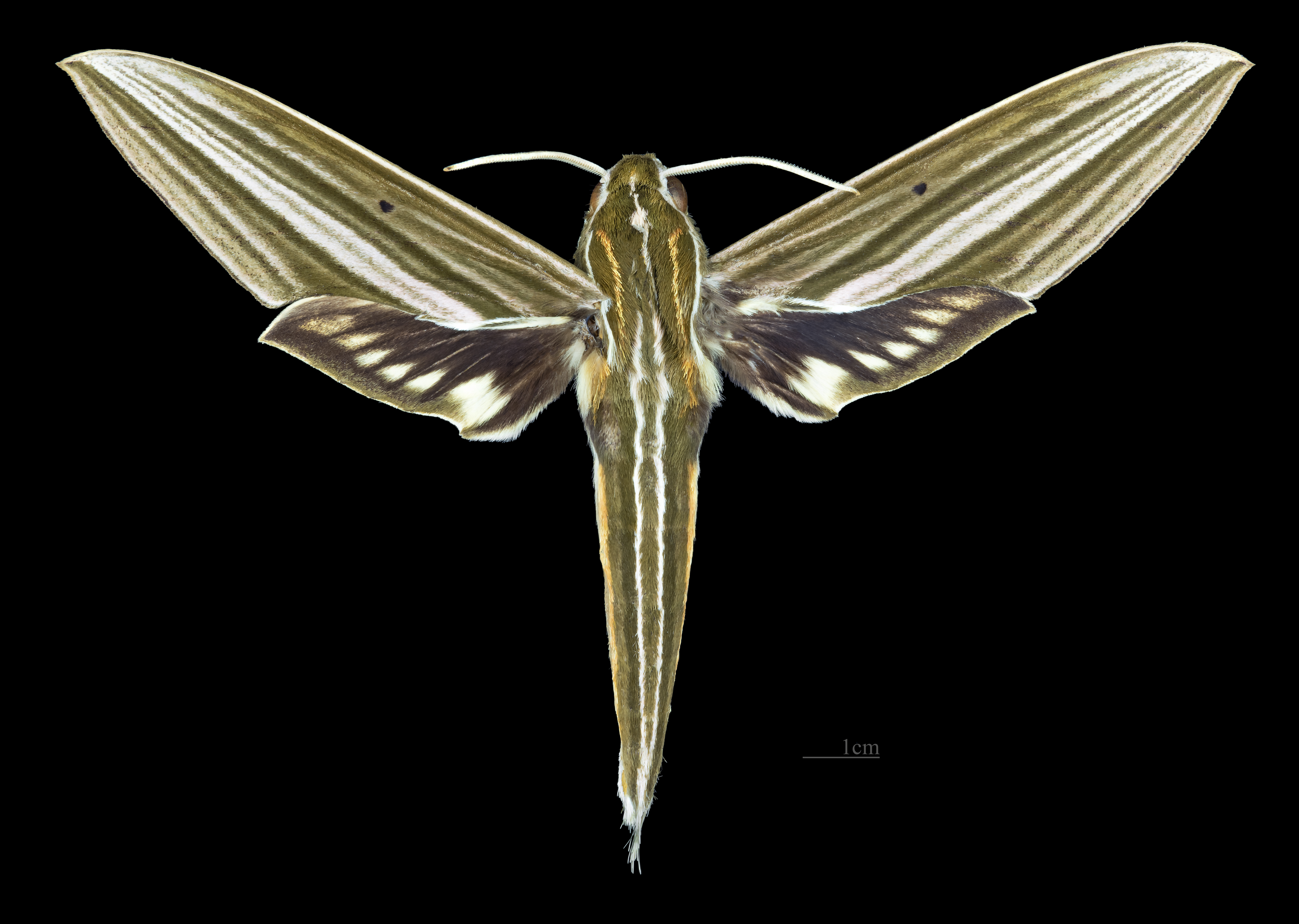
Xylophanes titana ♂
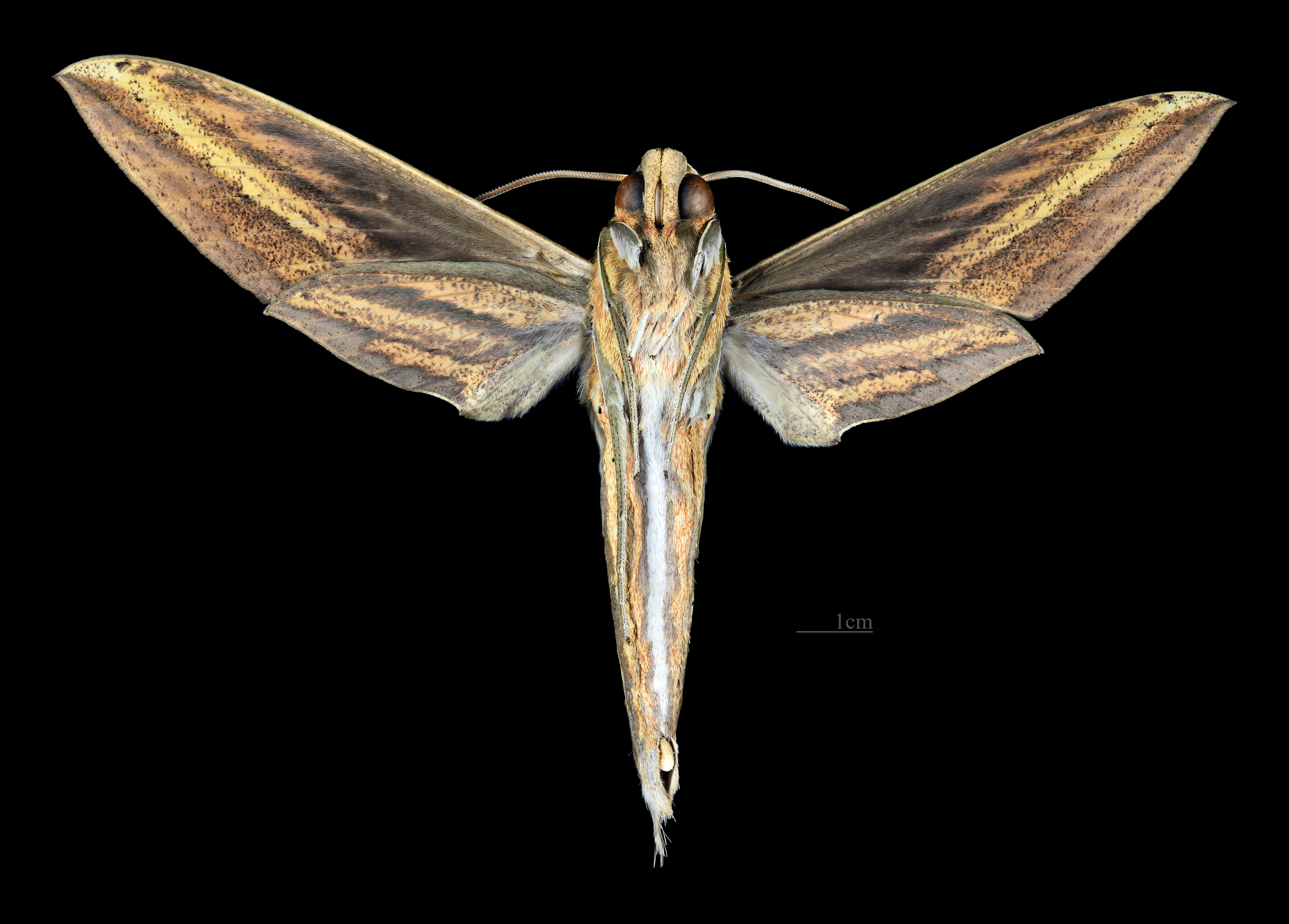
Xylophanes titana ♂  △
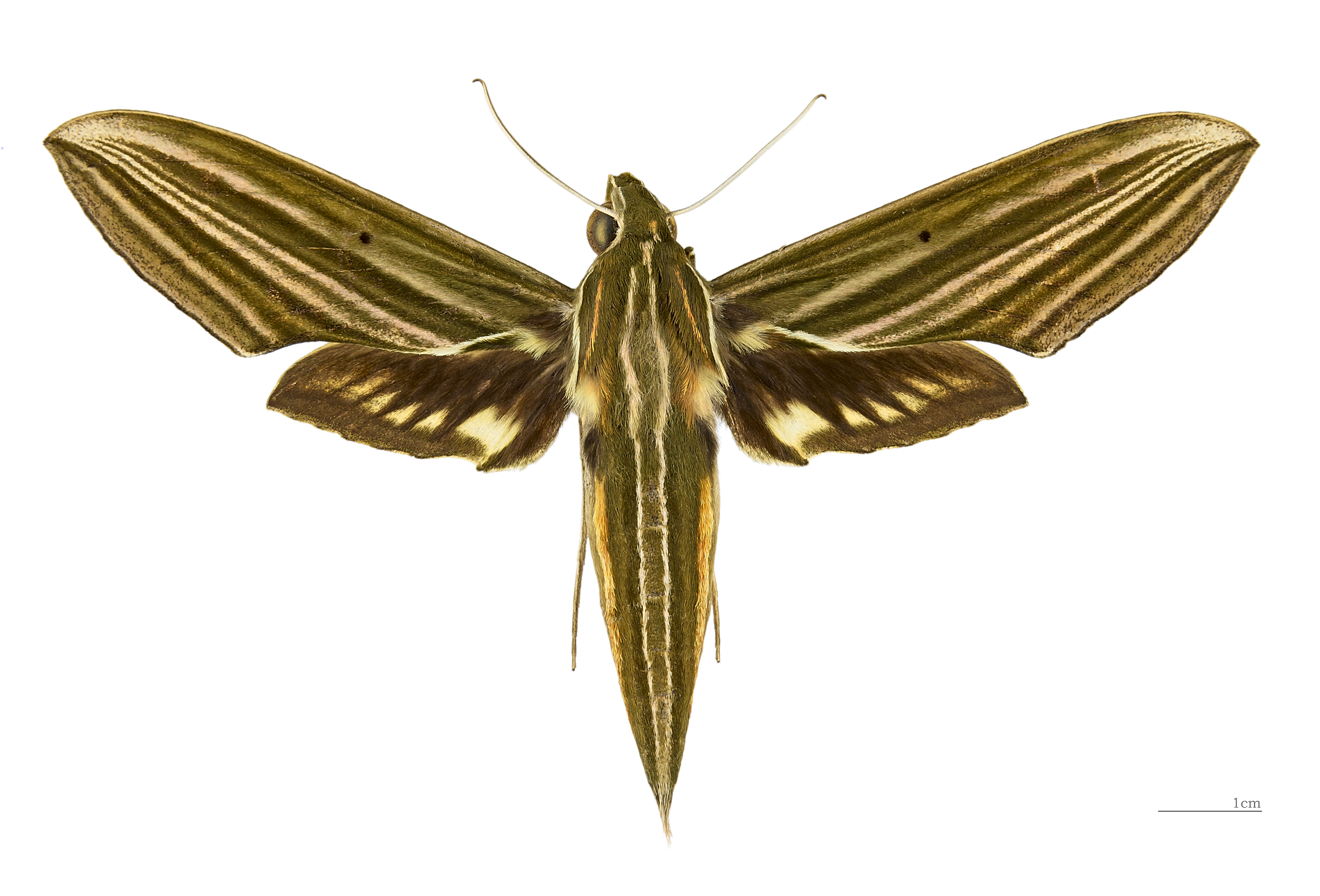
Xylophanes titana   ♀
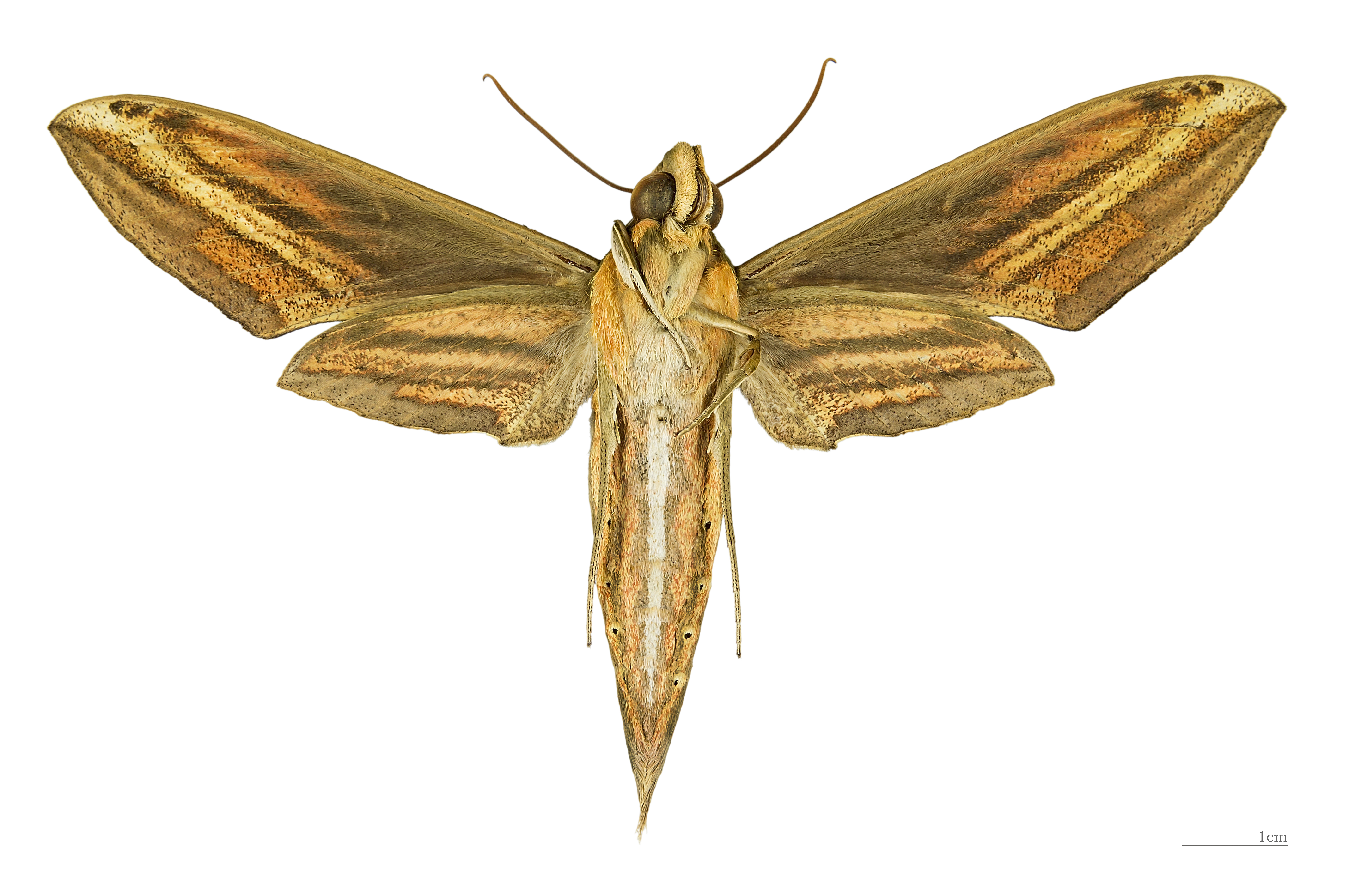
Xylophanes titana  ♀ △

Hay probablemente al menos dos generaciones por año. En Costa Rica, los adultos vuelan en cada mes exceptuando marzo. En Brasil, los adultos también vuelan en diciembre.
Las larvas se alimentan de especies de Rubiaceae y también se ha ha visto volar "Manettia reclinata" en Costa Rica.